# Bodo Ramelow
Bodo Ramelow (født 16. februar 1956 i Osterholz-Scharmbeck) er en tysk politiker (Die Linke) og Ministerpræsident i Thüringen.

## Politisk karriere
Mellem 1999 og 2005 var han medlem af Thüringen Provinsforsamling
Mellem 2005 og 2009 var han medlem af Forbundsdagen.
I 2009 blev han repræsentant for Thüringen Provinsforsamling (Mitglied des Landtages Thüringen).

## Weblinks
- Wikimedia Commons har flere filer relateret til Bodo Ramelow